# 竹田博
竹田 博（たけだ ひろし、1951年2月23日 - ）は、日本の経営者。東京都出身。

## 経歴
1973年に慶應義塾大学商学部を卒業し、同年に日綿実業（後のニチメン、現在の双日）に入社。
2001年6月に取締役に就任し、2002年6月に専務を経て、2003年4月に社長に就任した。しかし、体調不良により、同年12月に社長を辞任。